# Dorfkirche Dorndorf (Laucha an der Unstrut)

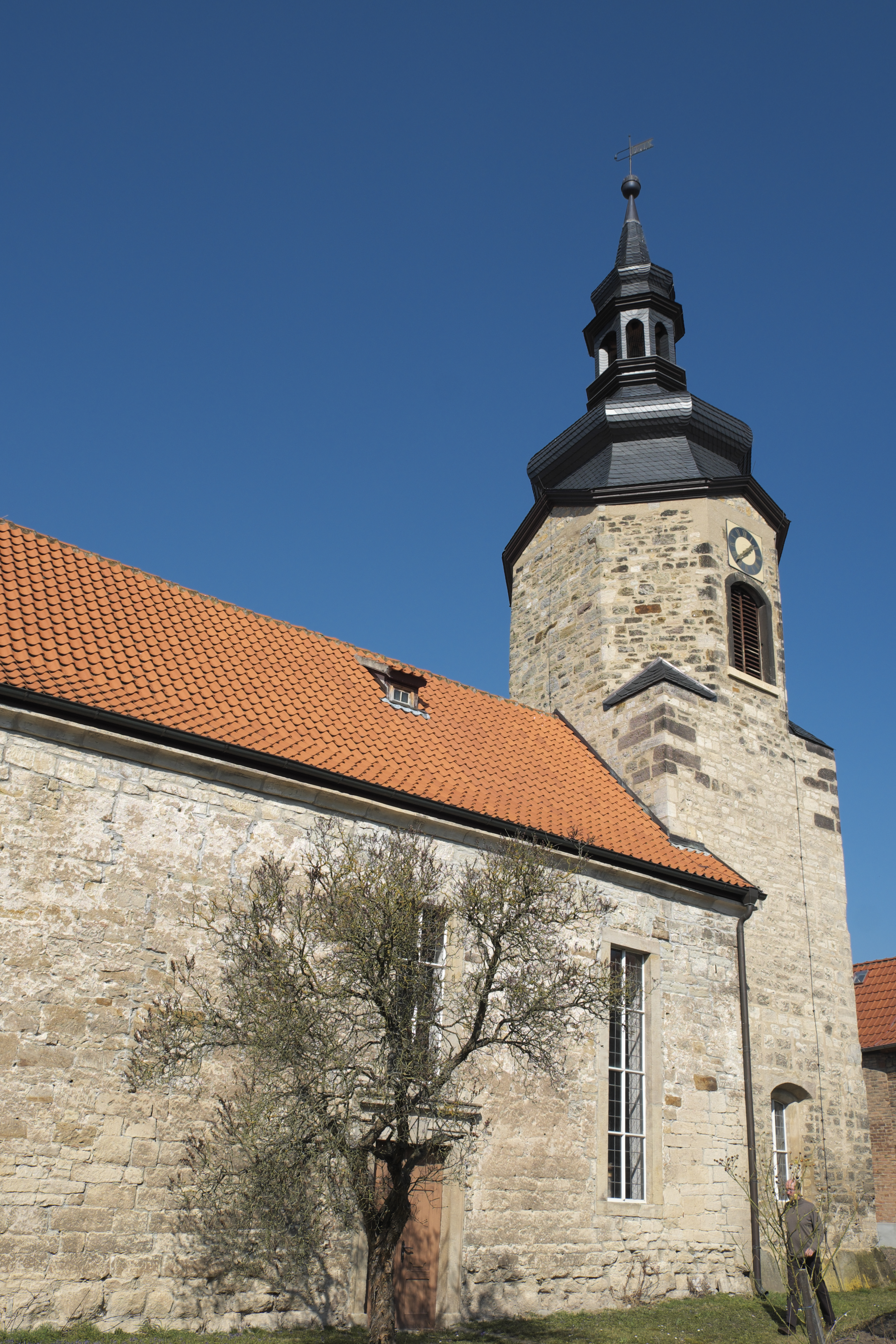
Dorfkirche Dorndorf

Die evangelische Dorfkirche in Dorndorf, einem Stadtteil von Laucha an der Unstrut im Burgenlandkreis in Sachsen-Anhalt, ist im Kern eine mittelalterliche Chorturmkirche aus dem 12./13. Jahrhundert. Im 17. Jahrhundert wurde das Kirchenschiff neu errichtet. In der ersten Hälfte des 18. Jahrhunderts wurden die doppelte Hufeisenempore und die hölzerne Muldendecke eingebaut, deren barocke Bemalung erhalten ist. Der Turm mit seiner barocken Haube und Laternenaufsatz stammt ebenfalls aus dem 18. Jahrhundert.

## Empore
Die Malereien an der Brüstung der hölzernen Hufeisenempore stellen biblische Szenen dar. Die Bildüberschriften verweisen auf die Bibelstellen, die Texte unter den Darstellungen erläutern den Inhalt.

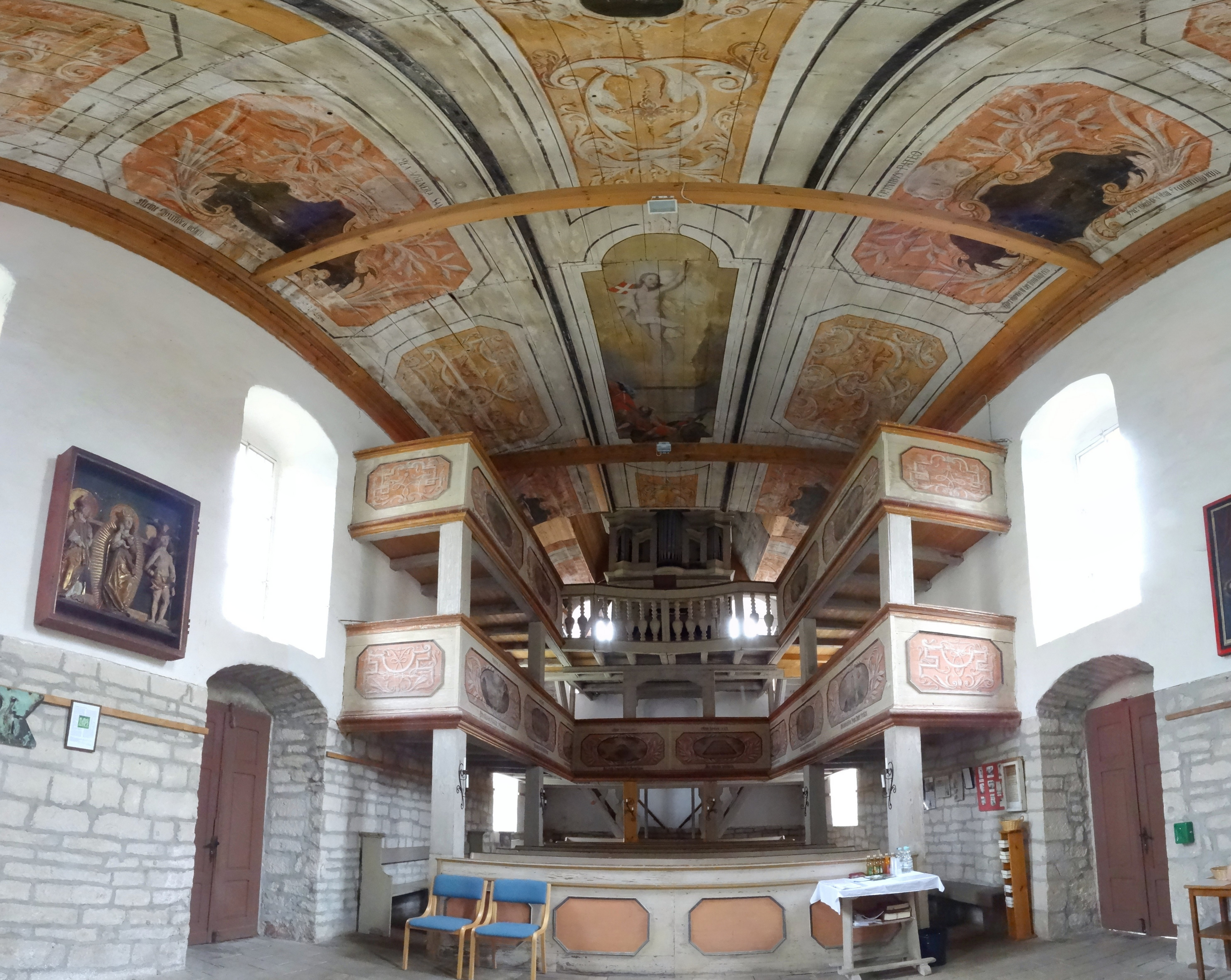
Innenraum-Panorama mit Hufeisenempore
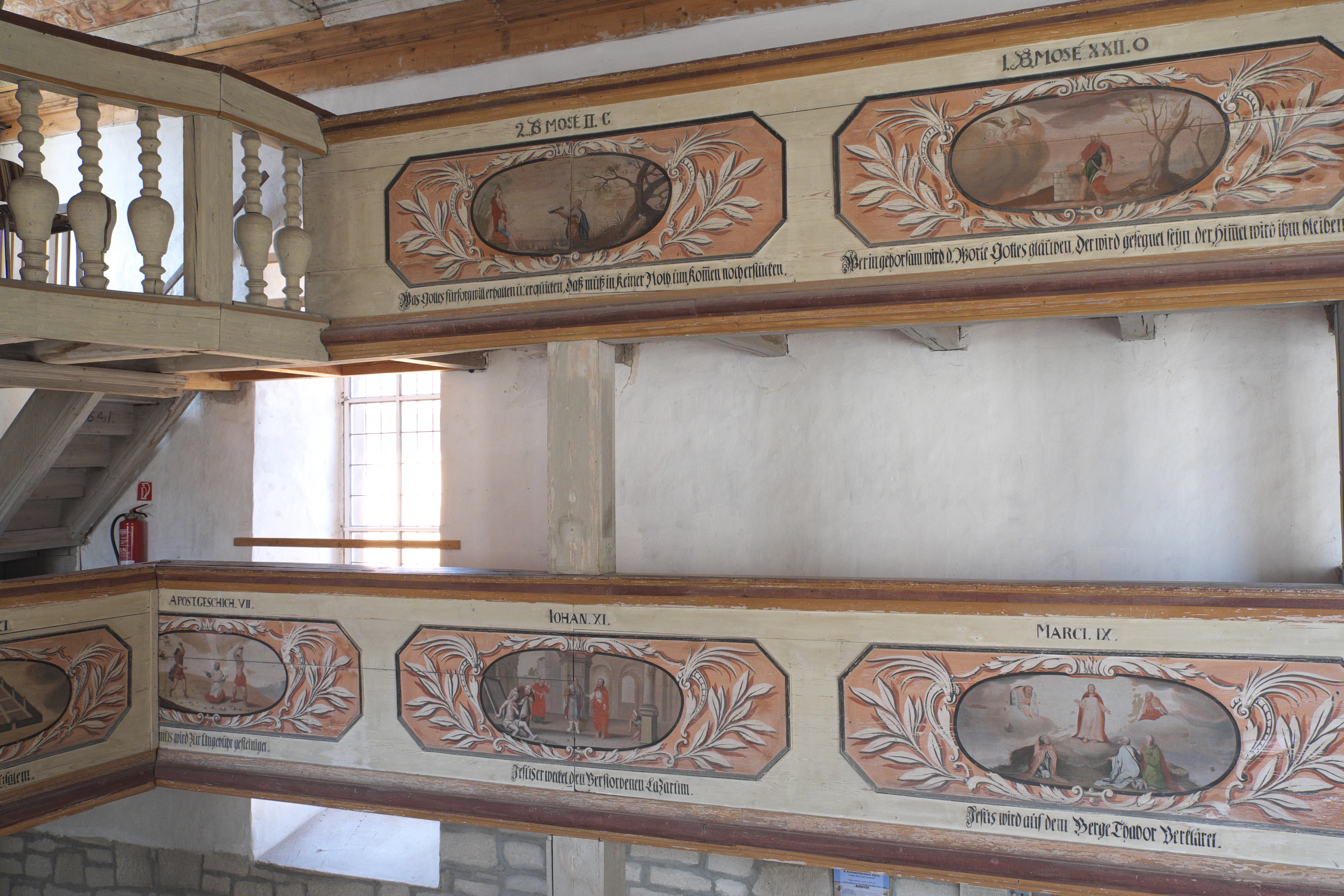
Auffindung des Moses, Opferung Isaaks, Steinigung des Stephanus, Auferweckung des Lazarus, Verklärung Jesu
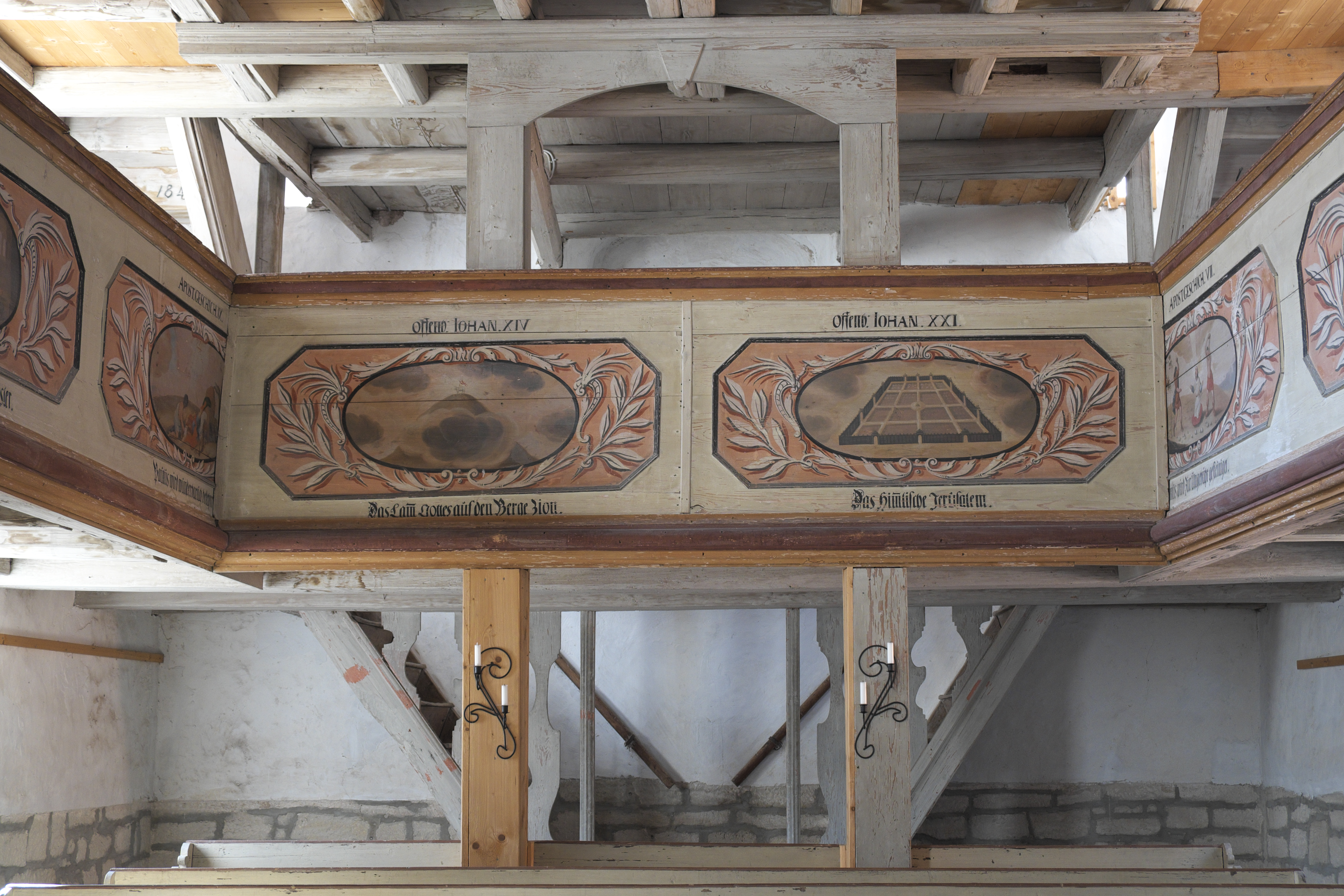
Lamm Gottes auf dem Berg Zion (links) und Himmlisches Jerusalem (rechts)
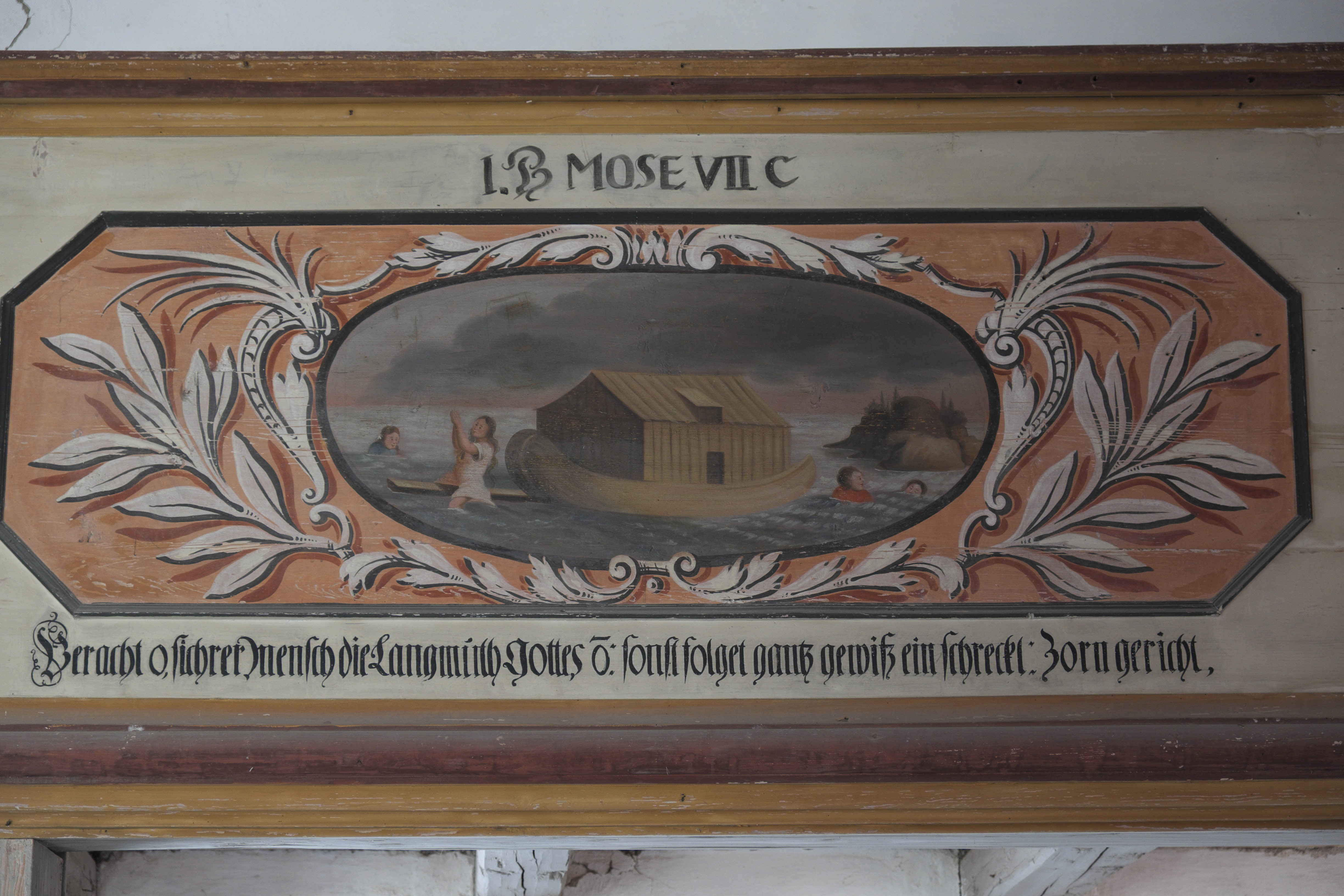
Sintflut

Die linke obere Darstellung schildert die Auffindung von Moses, der nach seiner Geburt in einem Weidenkorb im Nil ausgesetzt und von der Tochter des Pharao aufgenommen wurde. Die rechte obere  Darstellung stellt Abraham dar, der bereit ist, seinen Sohn Isaak Gott zum Opfer zu bringen. Auf den unteren Szenen werden die Steinigung des Stephanus, die Auferweckung des Lazarus und die Verklärung Jesu dargestellt.
Die beiden Bilder an der Westseite der Empore verweisen auf die Geheime Offenbarung des Johannes und stellen das Lamm Gottes auf dem Berg Zion und das Himmlische Jerusalem dar.
An der Brüstung der südlichen Galerie sind oben die Sintflut und Jakobs Traum von der Himmelsleiter dargestellt. Auf den unteren Szenen sind die Taufe Jesu, die Vertreibung der Händler aus dem Tempel und die Bekehrung des Apostels Paulus zu erkennen.

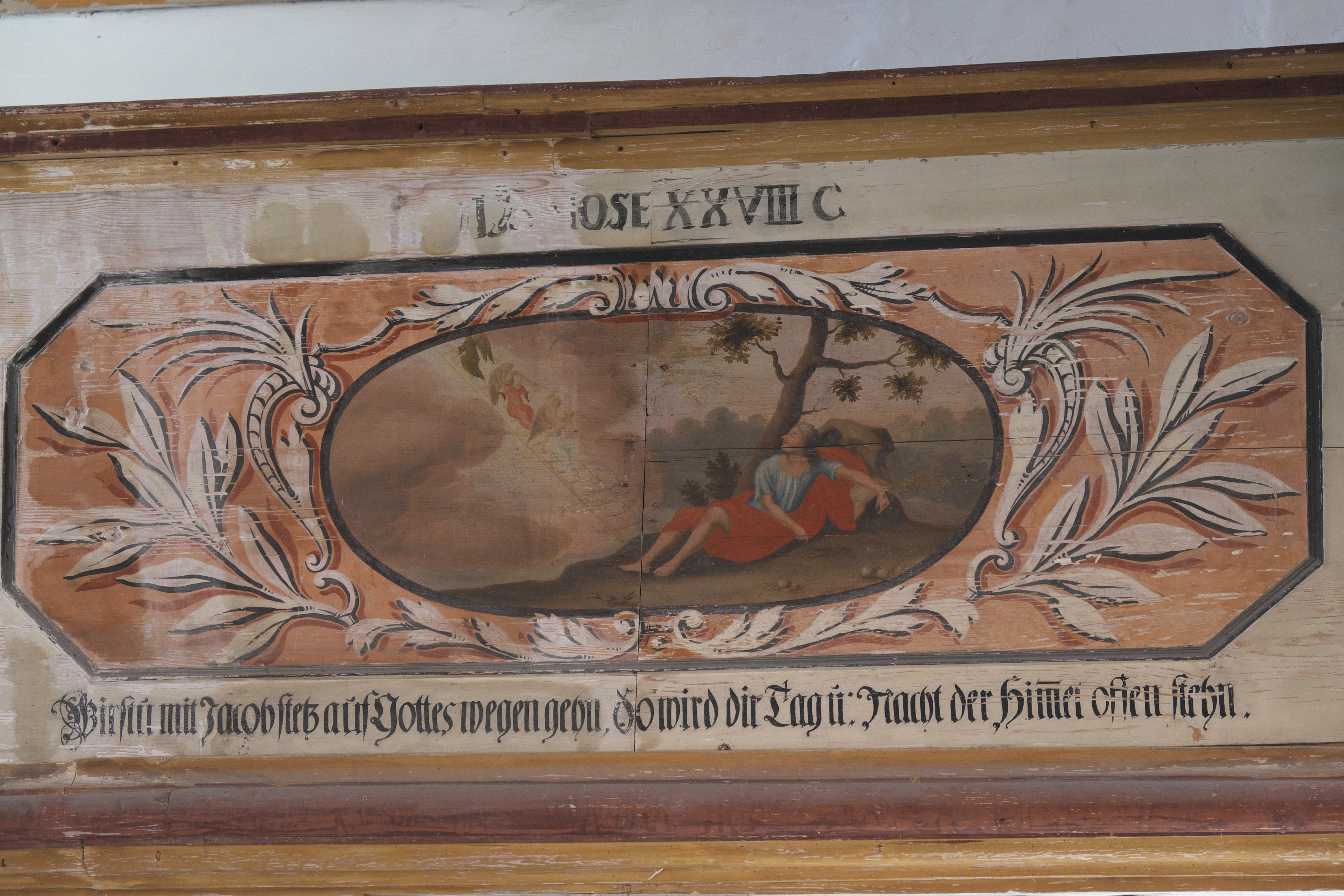
Jakob und die Himmelsleiter
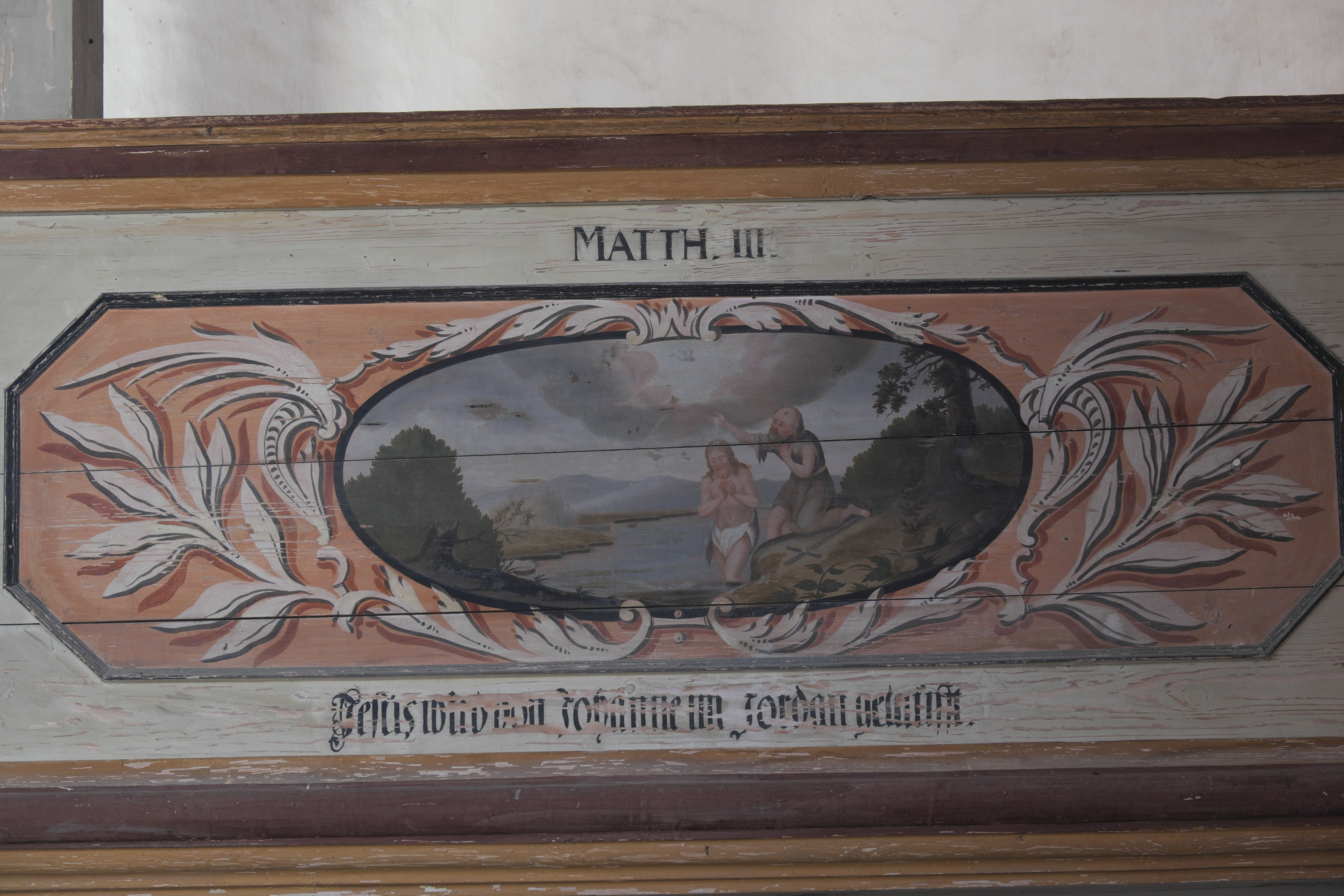
Taufe Jesu
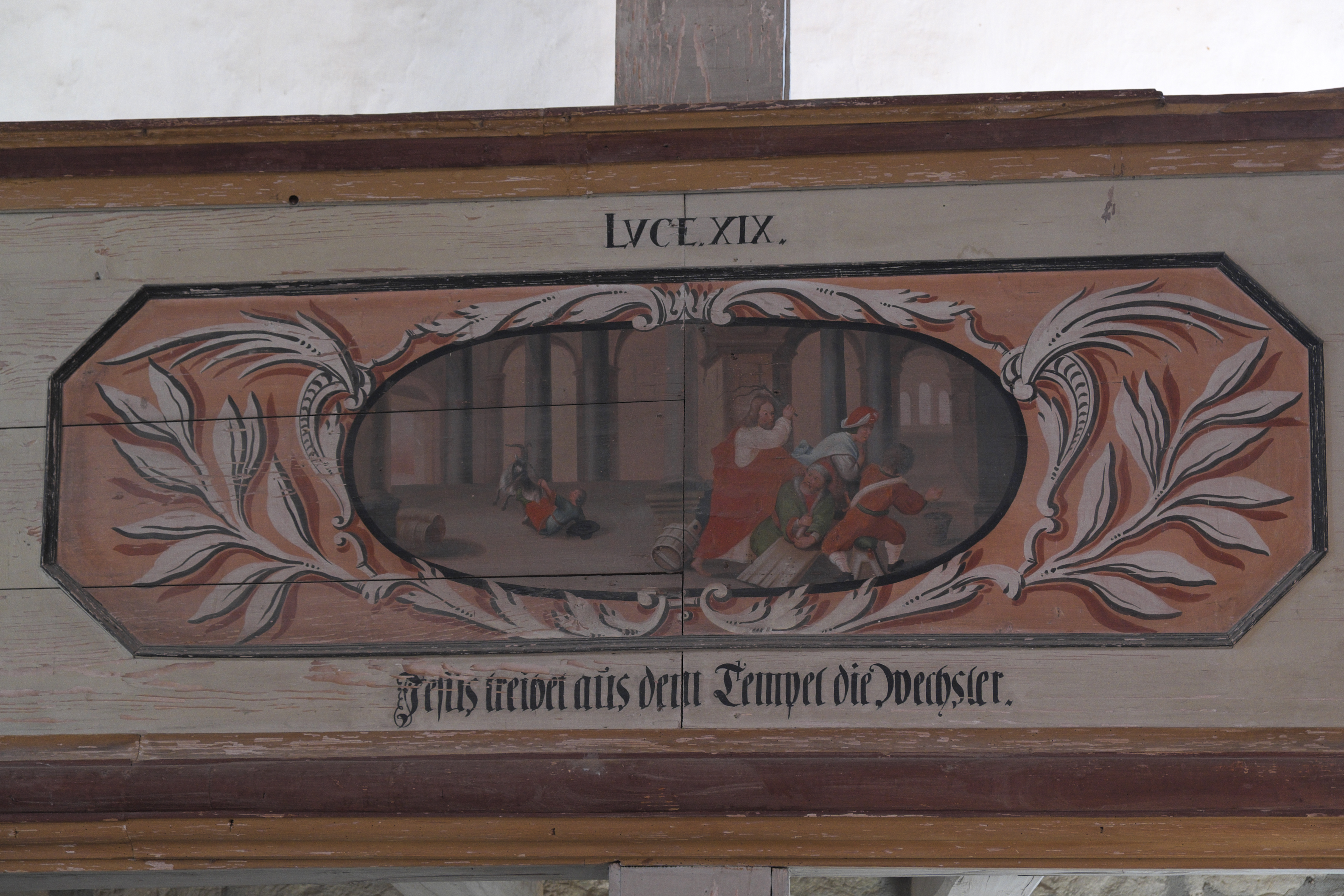
Jesus vertreibt die Händler aus dem Tempel
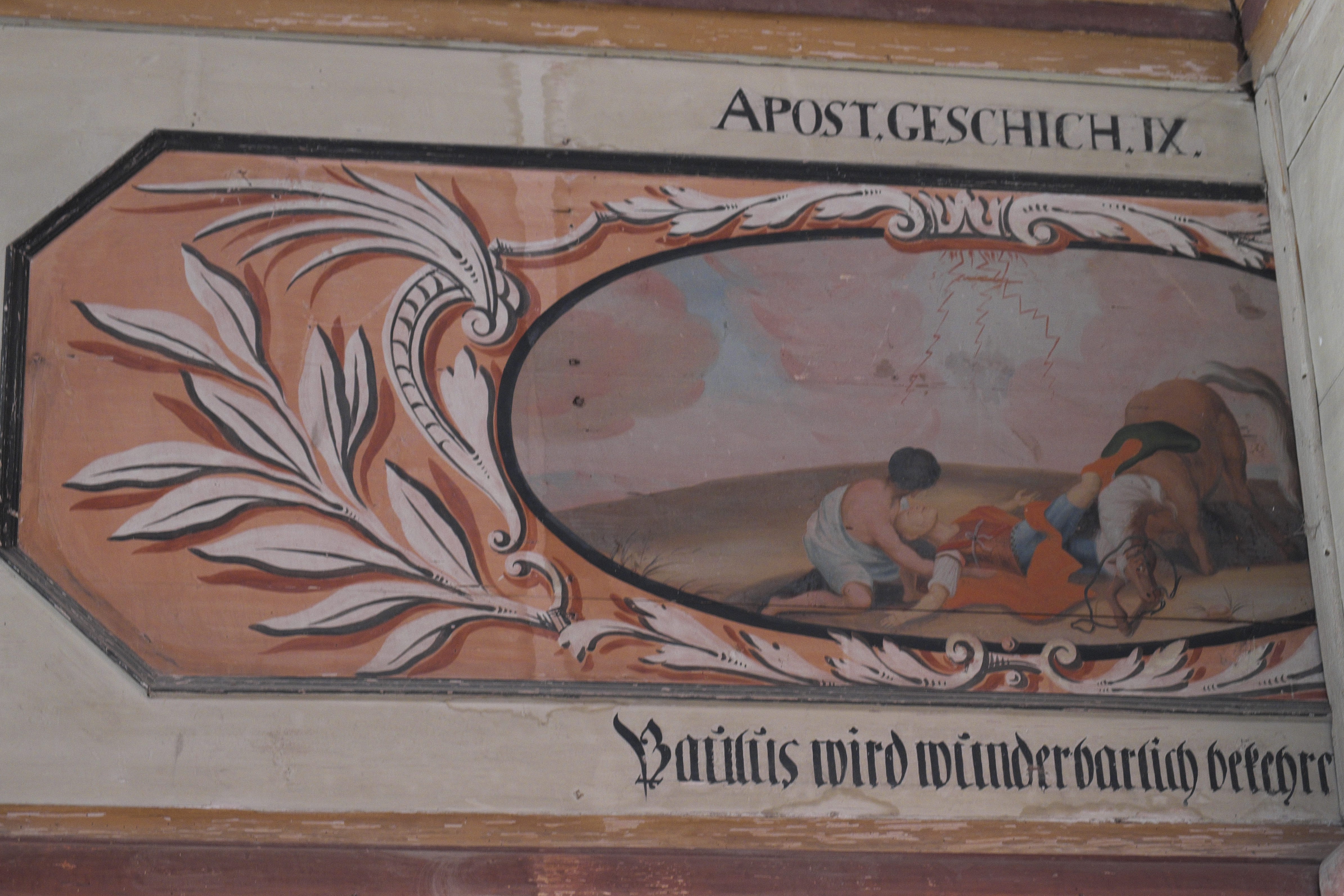
Bekehrung des Apostels Paulus

## Bemalte Holzdecke
Die Holzdecke ist mit ornamentalen und emblematischen Darstellungen ausgeschmückt. Die Embleme sind mit lateinischen Bildüberschriften versehen, unter den Szenen ist in Versform ein deutscher Erklärungstext angebracht. Eine Darstellung trägt den Titel „OMNIBUS PATEO“ und die Bildunterschrift „Wer durstig ist der find sich ein. Hier wird vor ihn Erquickung seyn“. Im Zentrum der Decke befindet sich die Darstellung der Auferstehung Christi.

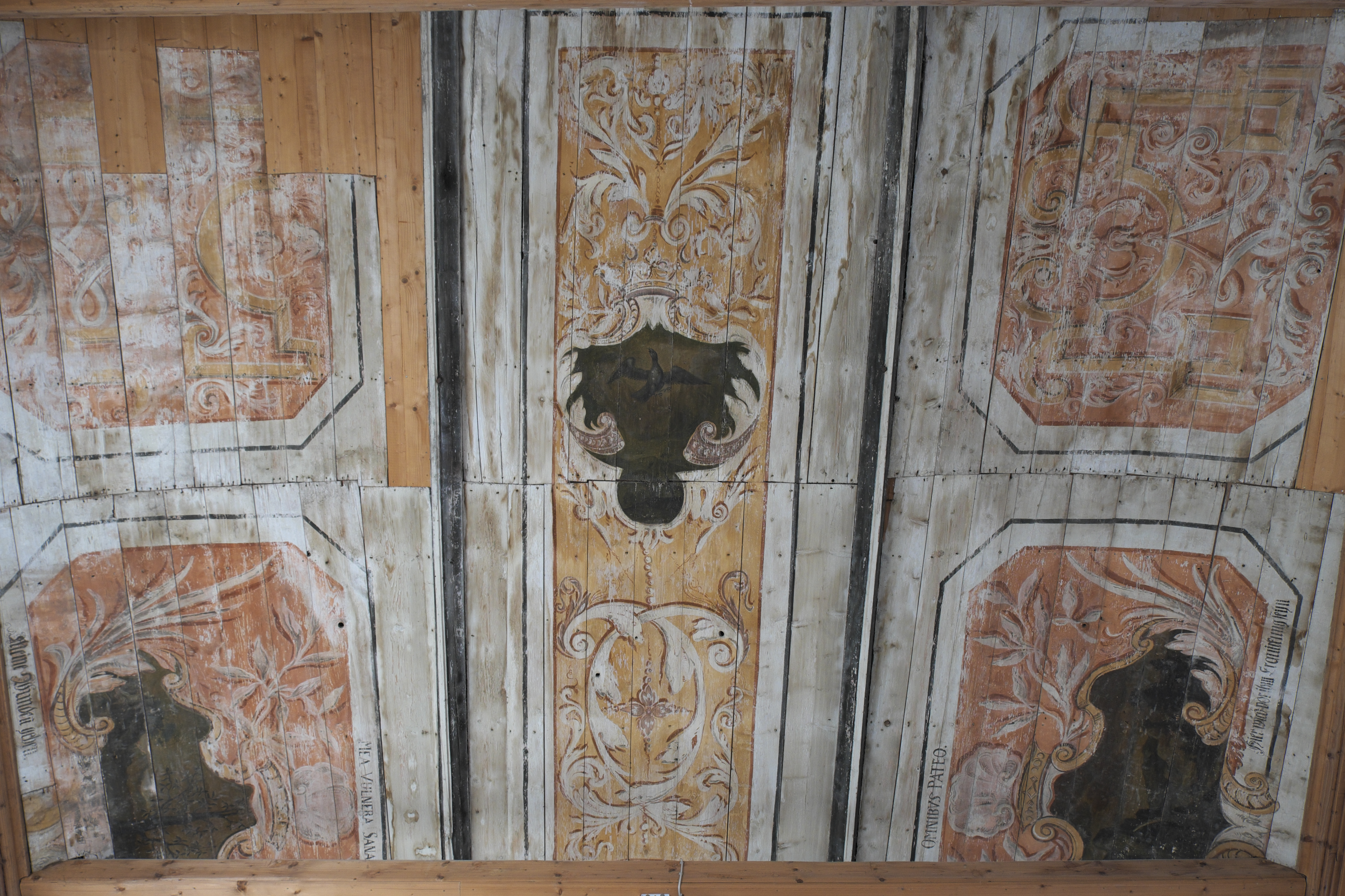
Bemalte Holzdecke
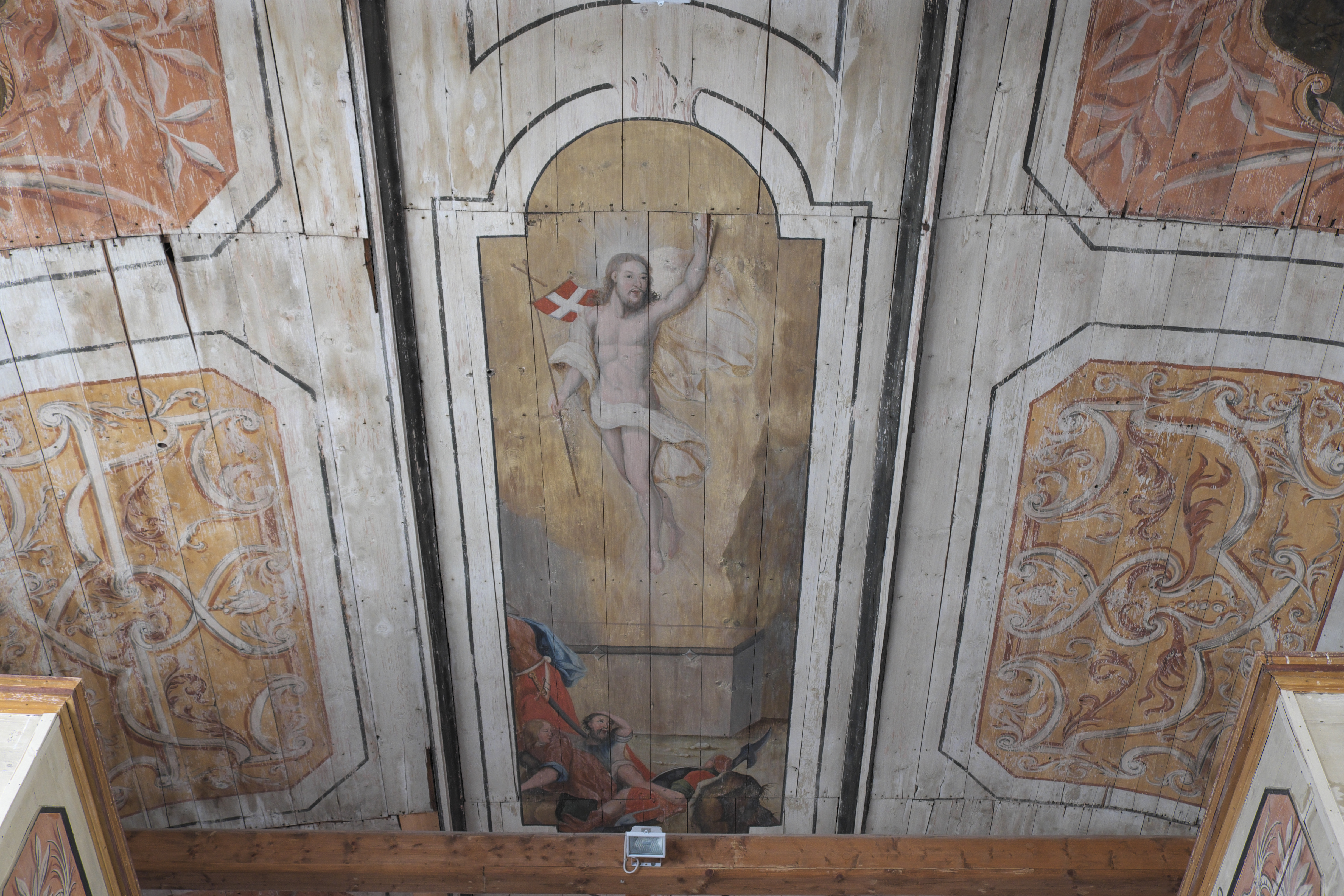
Bemalte Holzdecke
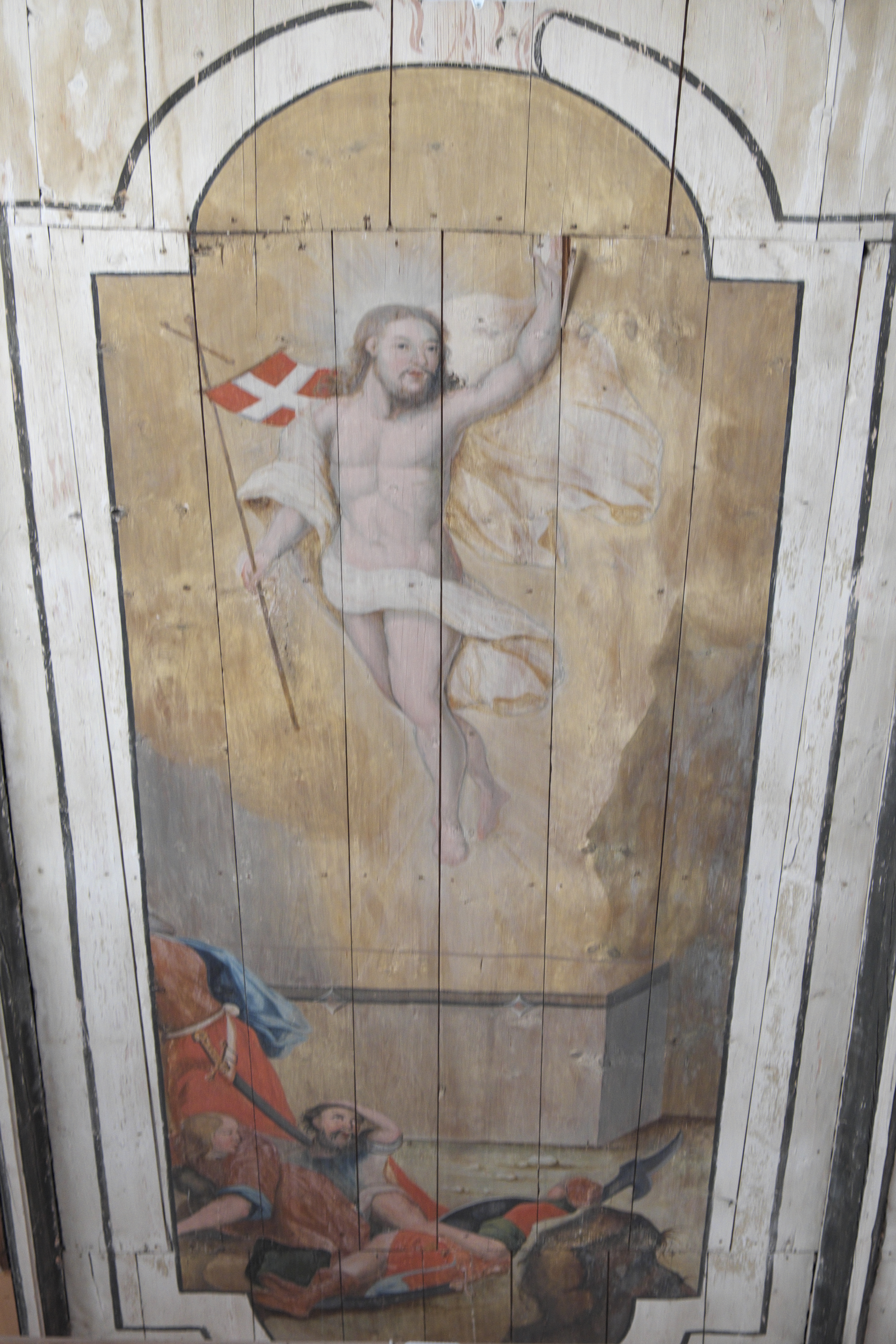
Auferstehung Christi
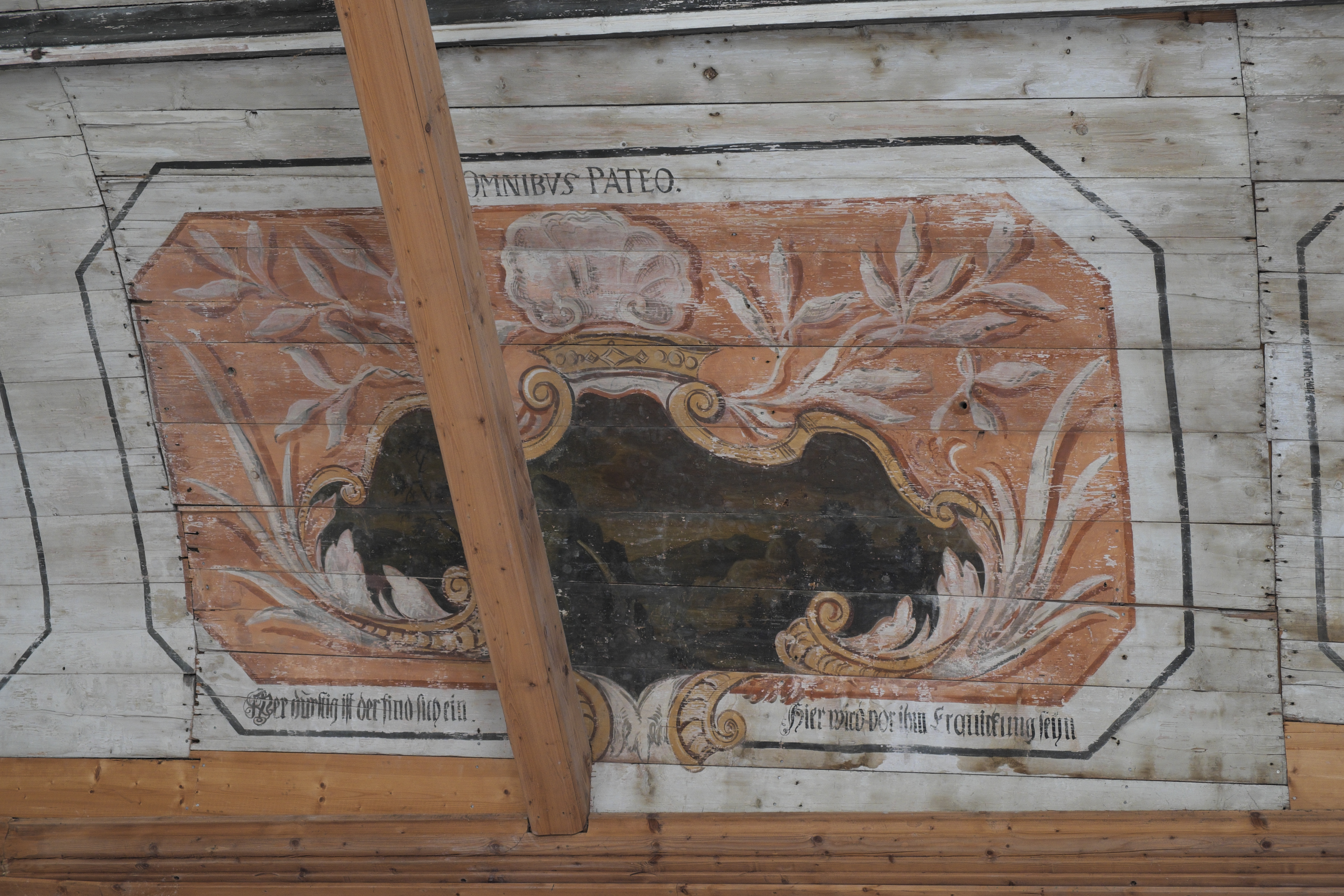
Emblematische Darstellung

## Ausstattung
- Der Kanzelaltar stammt aus dem 18. Jahrhundert. In der Predella wird von einer Stuckkartusche gerahmt das Letzte Abendmahl dargestellt.
- Der spätgotische Altarschrein ist der Mittelteil eines nicht mehr erhaltenen Flügelaltars und wird um 1500 datiert. In der Mitte ist eine Madonna mit Kind im Strahlenkranz dargestellt, links steht der hl. Valentin von Rätien, rechts der hl. Sebastian.
- Die Kirche besitzt einen Taufengel aus dem späten 17. Jahrhundert, der im Jahr 2005 wieder restauriert wurde.
- Die Barockorgel ist umfassend überholungsbedürftig, Erbauer und Jahr sind nicht bekannt.

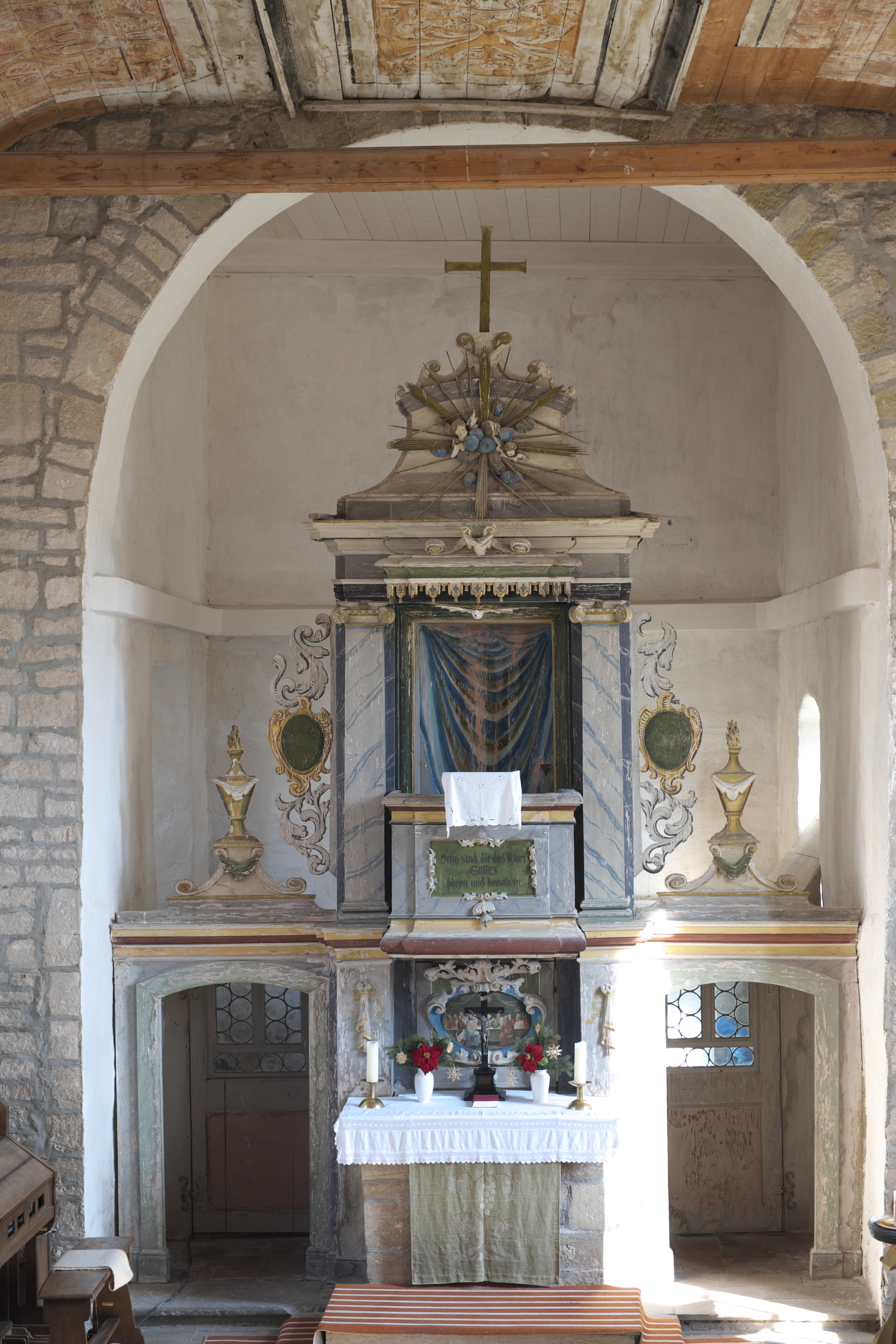
Kanzelaltar
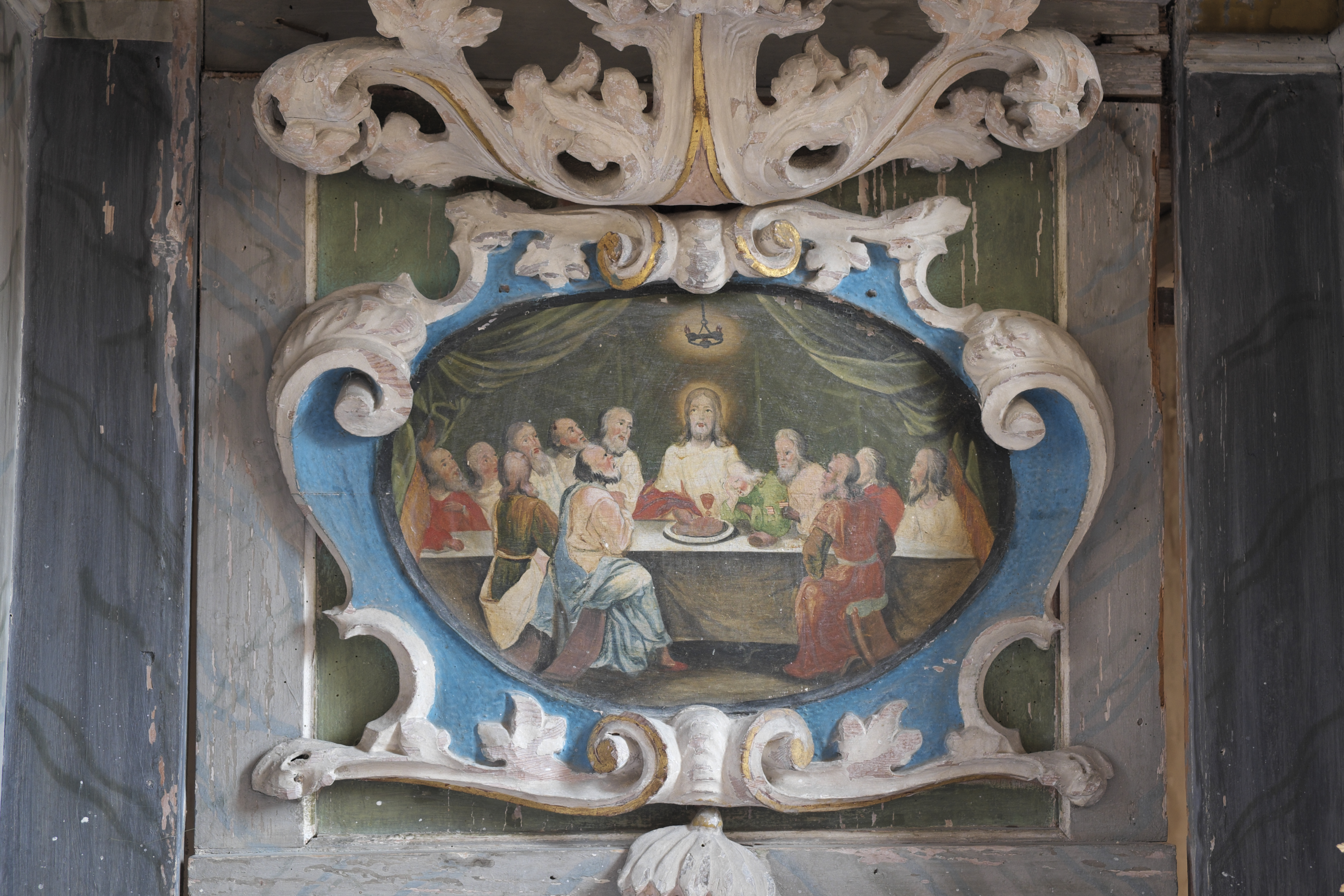
Letztes Abendmahl
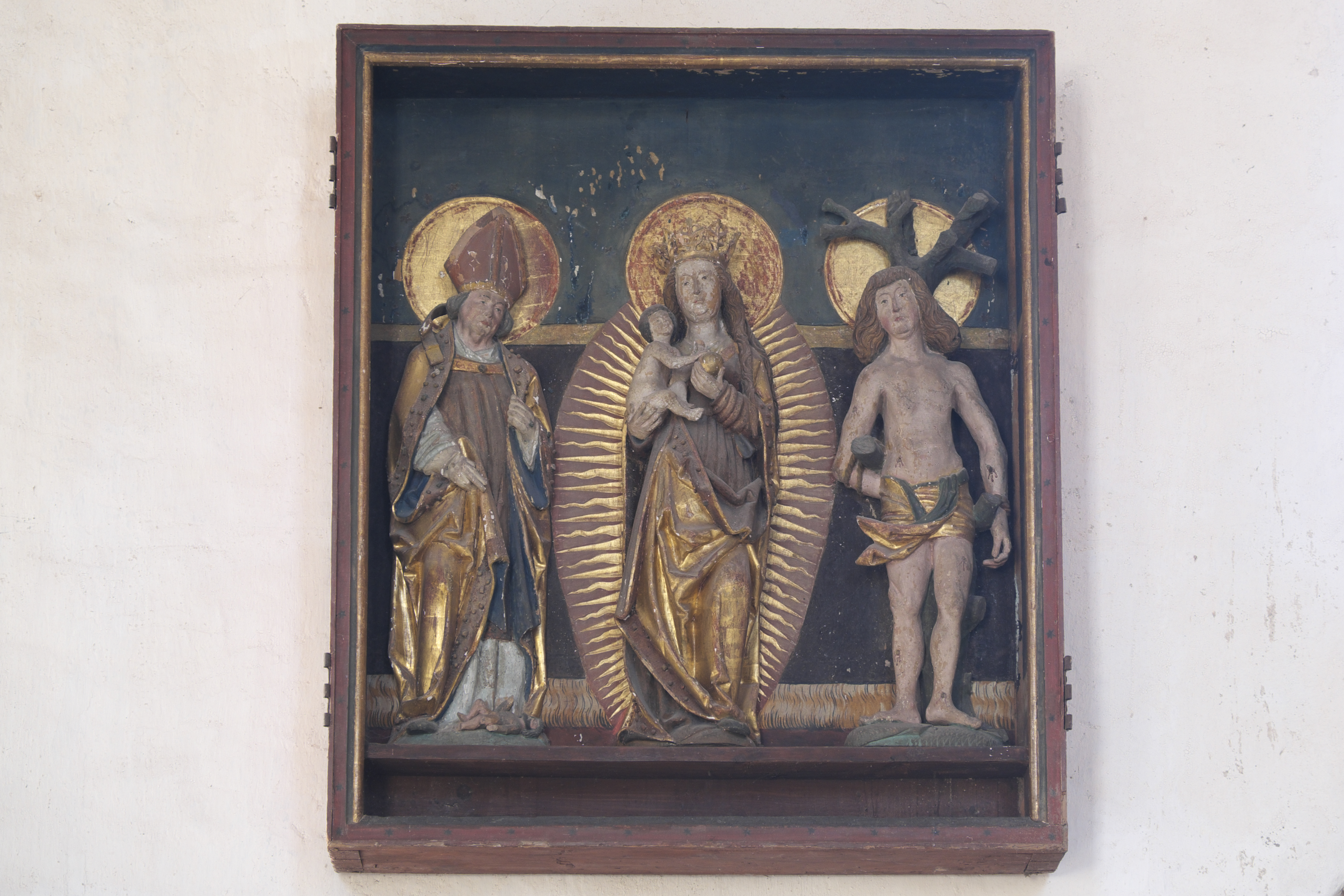
Altarschrein
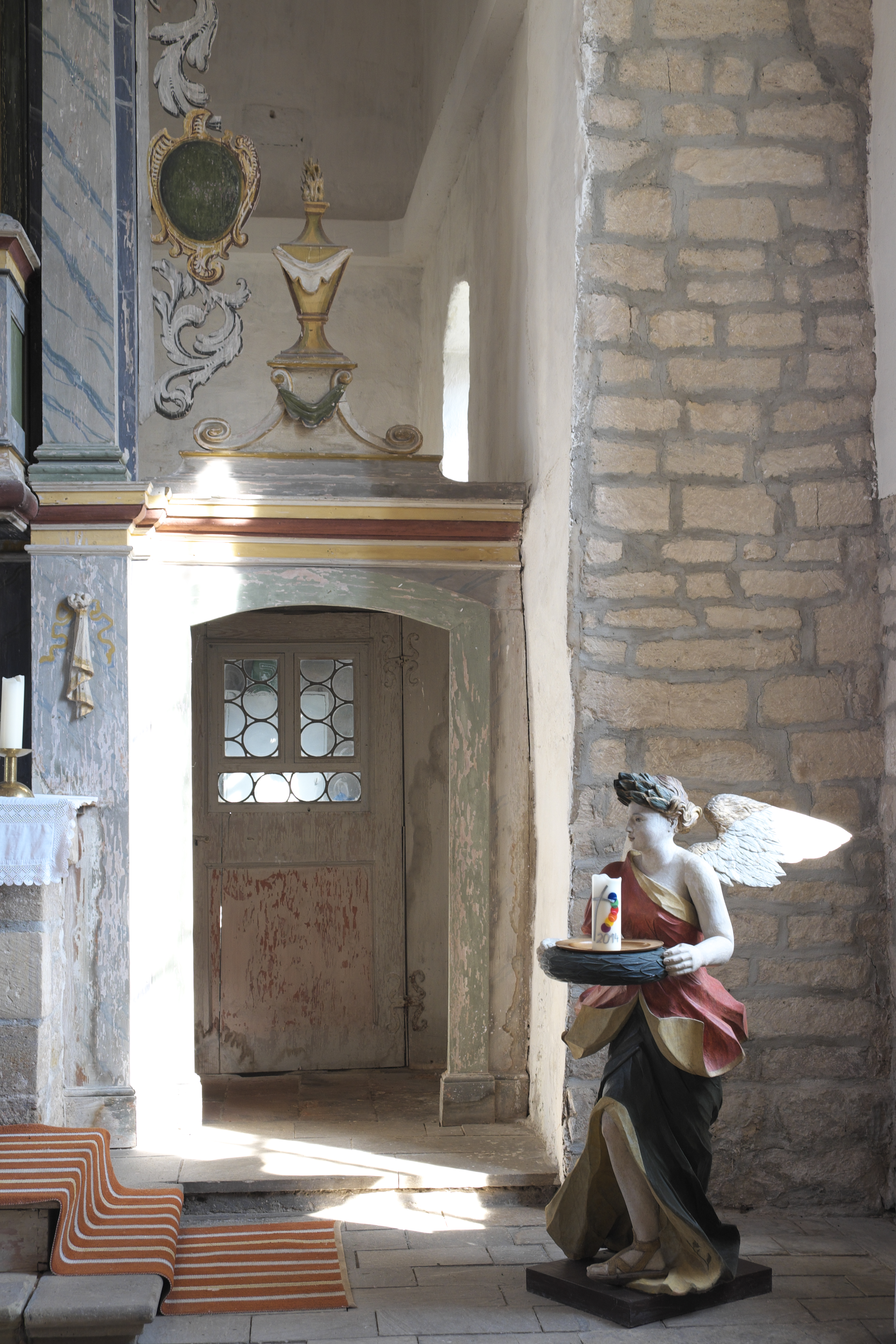
Taufengel
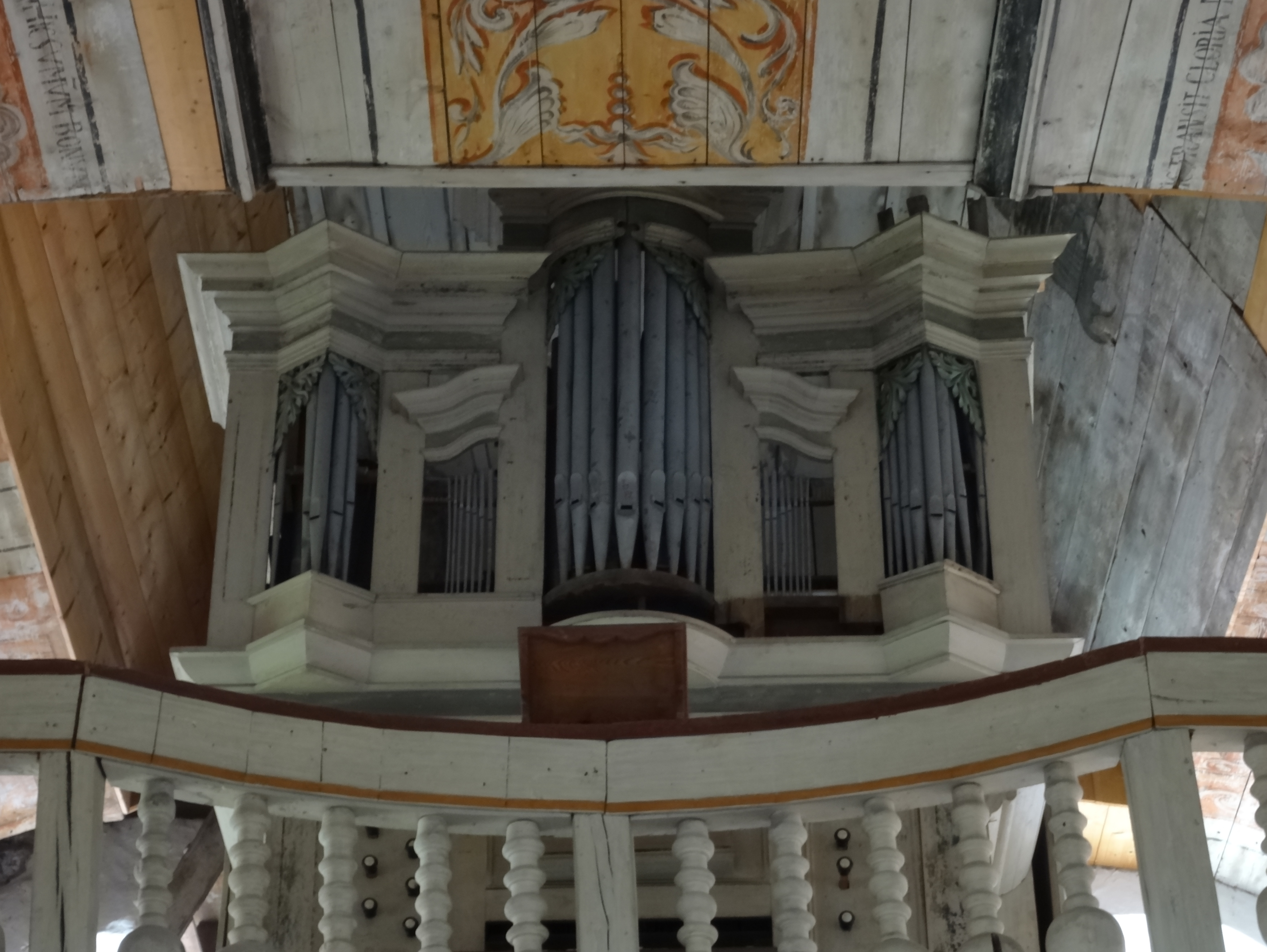
Barockorgel